# Ger (Manche)
Pour les articles homonymes, voir Ger.
Ger est une commune française située dans le département de la Manche en région Normandie, peuplée de 818 habitants.

## Géographie
Couvrant 3 978 hectares, Ger était, avant la création des communes nouvelles issues de la réforme des collectivités territoriales, la troisième commune la plus étendue du département après les communes d'Isigny-le-Buat et Pontorson dont les territoires étaient issus des fusions de communes des années 1970. Ger est la commune la plus orientale du département de la Manche. Limitrophe du département de l'Orne, elle se situe entre Mortainais, Domfrontais et Bocage flérien. Son bourg est à 13 km à l'est de Mortain, à 17 km au nord-ouest de Domfront et à 21 km à l'ouest de Flers.
Le territoire est traversé par la route départementale no 157 reliant Mortain à l'ouest à Beauchêne à l'est et Flers au nord-est. Elle croise dans le bourg la D 36 qui conduit à Yvrandes au nord-est et à Barenton au sud, et la D 82 qui permet de rejoindre Lonlay-l'Abbaye au sud-est et Sourdeval au nord-ouest. Partant également du bourg, la D 83 mène au Fresne-Poret au nord-ouest. L'ouest du territoire est traversé par la D 60 qui relie Le Fresne-Poret à Barenton.
Ger est une des rares communes du département majoritairement dans le bassin de la Loire, par son sous-affluent l'Égrenne qui délimite le territoire au nord-est, grossie à cet endroit de nombreux courts affluents. Son propre affluent, la Sonce, collecte les eaux de la majeure partie du territoire, notamment par l'intermédiaire du ruisseau de la Rouérie. Une petite partie à l'ouest du territoire communal est parcourue par la Cance (ruisseau des Vieux Gués) et son premier affluent, le ruisseau de Boutron, et se trouve donc dans le bassin de la Sélune.
Le point culminant (341/342 m) se situe au nord, au lieu-dit les Herbreux. Le point le plus bas (162 m) correspond à la sortie de l'Égrenne du territoire, à l'est. La commune est bocagère, pour partie forestière (forêt de la Lande Pourrie).
| Sourdeval                | Le Fresne-Poret, Tinchebray-Bocage (comm. dél. de Saint-Jean-des-Bois, Orne) | Tinchebray-Bocage (comm. dél. d'Yvrandes et Beauchêne, Orne) |
| Saint-Clément-Rancoudray | Ger                                                                          | Lonlay-l'Abbaye (Orne)                                       |
| Saint-Clément-Rancoudray | Barenton                                                                     | Saint-Georges-de-Rouelley                                    |

### Hydrographie
La commune est traversée par la ligne de partage des eaux entre les bassins hydrographiques Seine-Normandie et Loire-Bretagne. Elle est drainée par un bras de l'égrenne, l'Égrenne, la Cance, la Sonce, les Fanières, le fossé 01 de Rontaunay, le fossé 09 de la Maison Neuve, la Rouérie, le ruisseau de Boutron, le ruisseau de froidebise, le ruisseau de la rouérie, le ruisseau du diguet et divers autres petits cours d'eau,.
L'Égrenne, d'une longueur de 37 km, prend sa source dans la commune de Chaulieu et se jette  dans la Varenne à Saint-Mars-d'Égrenne, après avoir traversé dix communes. 
La Cance, d'une longueur de 19 km, prend sa source dans la commune  et se jette  dans la Sélune à Mortain-Bocage, après avoir traversé cinq communes. 
La Sonce, d'une longueur de 17 km, prend sa source dans la commune  et se jette  dans un bras de l'Égrenne à Domfront en Poiraie, après avoir traversé cinq communes. 

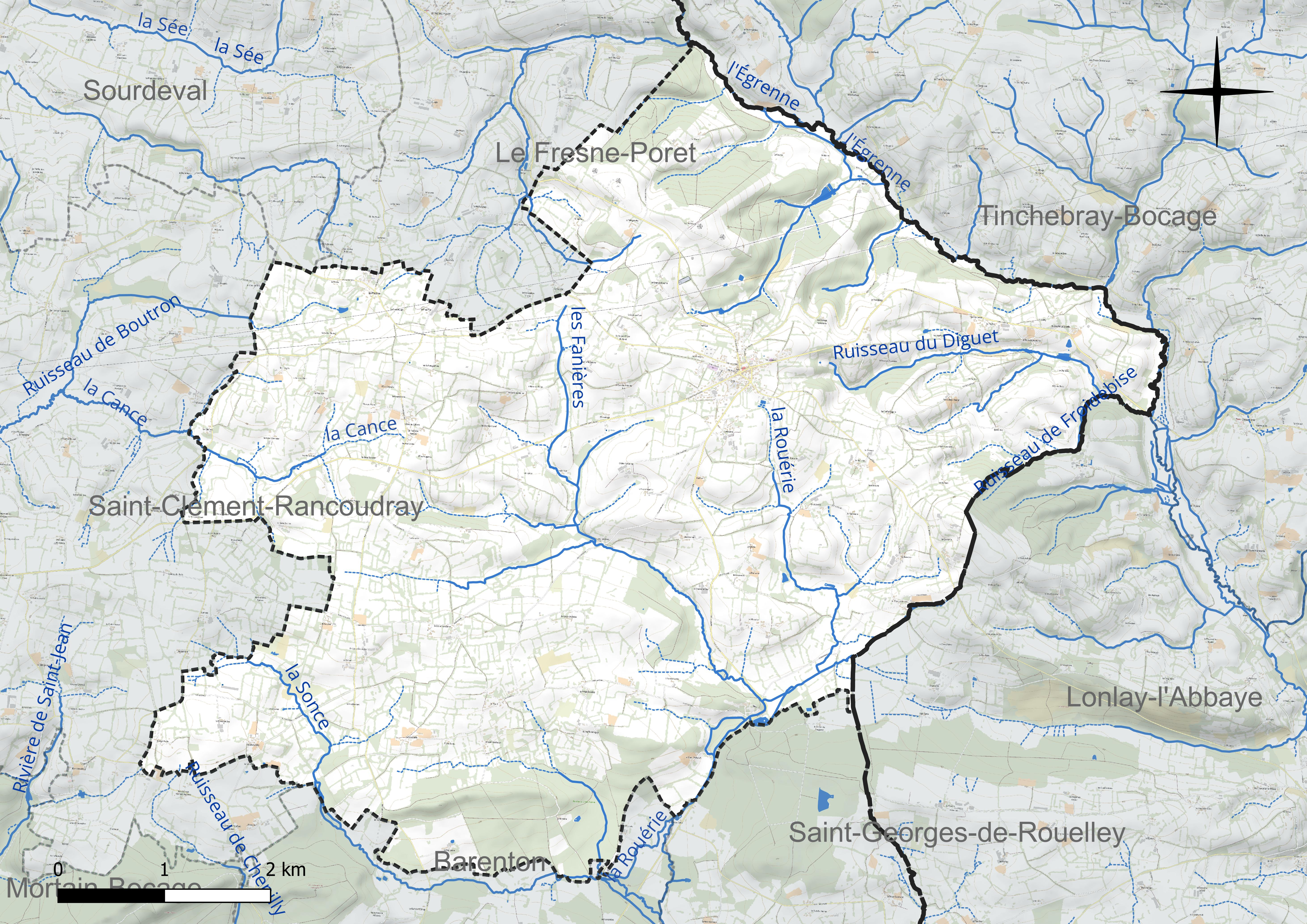
Réseau hydrographique de Ger.

### Climat
Pour des articles plus généraux, voir Climat de la Normandie et Climat de la Manche.
En 2010, le climat de la commune est de type climat océanique altéré, selon une étude du CNRS s'appuyant sur une série de données couvrant la période 1971-2000. En 2020, Météo-France publie une typologie des climats de la France métropolitaine dans laquelle la commune est exposée à un climat océanique et est dans la région climatique Normandie (Cotentin, Orne), caractérisée par une pluviométrie relativement élevée (850 mm/a) et un été frais (15,5 °C) et venté. Parallèlement le GIEC normand, un groupe régional d’experts sur le climat, différencie quant à lui, dans une étude de 2020, trois grands types de climats pour la région Normandie, nuancés à une échelle plus fine par les facteurs géographiques locaux. La commune est, selon ce zonage, exposée à un « climat contrasté des collines », correspondant au Bocage normand, bien arrosé, voire très arrosé sur les reliefs les plus exposés au flux d’ouest, et frais en raison de l’altitude.
Pour la période 1971-2000, la température annuelle moyenne est de 10 °C, avec une amplitude thermique annuelle de 13,7 °C. Le cumul annuel moyen de précipitations est de 1 162 mm, avec 15 jours de précipitations en janvier et 9,2 jours en juillet. Pour la période 1991-2020, la température moyenne annuelle observée sur la station météorologique la plus proche, située sur la commune de Saint-Fraimbault à 23 km à vol d'oiseau, est de 11,2 °C et le cumul annuel moyen de précipitations est de 850,1 mm,. Pour l'avenir, les paramètres climatiques de la commune estimés pour 2050 selon différents scénarios d’émission de gaz à effet de serre sont consultables sur un site dédié publié par Météo-France en novembre 2022.

## Urbanisme

### Typologie
Au 1er janvier 2024, Ger est catégorisée commune rurale à habitat dispersé, selon la nouvelle grille communale de densité à sept niveaux définie par l'Insee en 2022. Elle est située hors unité urbaine et hors attraction des villes,.

### Occupation des sols
L'occupation des sols de la commune, telle qu'elle ressort de la base de données européenne d’occupation biophysique des sols Corine Land Cover (CLC), est marquée par l'importance des territoires agricoles (86,3 % en 2018), en diminution par rapport à 1990 (87,4 %). La répartition détaillée en 2018 est la suivante : prairies (62 %), zones agricoles hétérogènes (23,2 %), forêts (12,2 %), zones urbanisées (1,3 %), terres arables (1,1 %), milieux à végétation arbustive et/ou herbacée (0,2 %). L'évolution de l’occupation des sols de la commune et de ses infrastructures peut être observée sur les différentes représentations cartographiques du territoire : la carte de Cassini (XVIIIe siècle), la carte d'état-major (1820-1866) et les cartes ou photos aériennes de l'IGN pour la période actuelle (1950 à aujourd'hui).

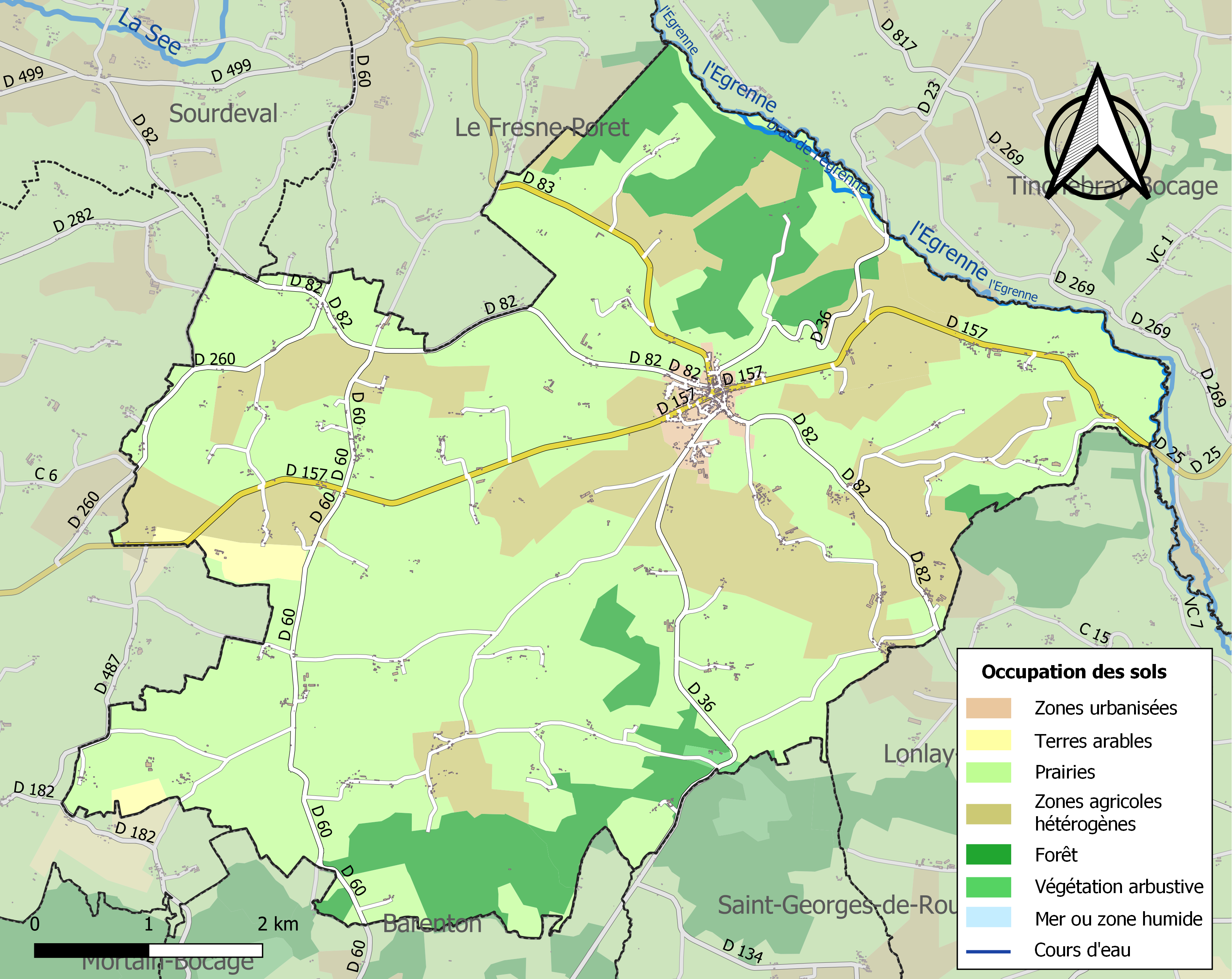
Carte des infrastructures et de l'occupation des sols de la commune en 2018 (CLC).

## Toponymie
Le nom de la localité est attesté sous les formes in Gerno et Gerium en 1082 (A. M. Fonds coll. de l'abbaye Blanche de Mortain) et mota Gerni en 1170 (Léopold Delisle, Notes),.
Albert Dauzat propose sans conviction le thème pré-indo-européen gar- « pierre, rocher » (comprendre *gar-, non attesté), solution incompatible avec les formes anciennes qu'il ne connaissait pas (il n'en cite aucune contrairement à son habitude). C'est pourquoi François de Beaurepaire ne se range pas derrière cette opinion et préfère une « origine indéterminée ».
Rejointe par René Lepelley et Ernest Nègre, Marie-Thérèse Morlet émet l'hypothèse d'une fixation de l'anthroponyme germanique Gerinus,,, employé de manière absolue.
Le gentilé est Gérois,.

### Microtoponymie
Cette section répertorie les toponymes des lieux-dits de la commune et leur étymologie. Ils se rattachent à trois catégories : la géographie, la fonction, la famille occupante.
- Maupas, Maupertus : de mau (mauvais) et pas, pertus, pertuis (passage). L'un des deux hameaux qui a gardé la forme ancienne.
- La prise, la brousse, lessard (l'essart) : traduisent les défrichements qui ont conduit à la séparation de la forêt de la Lande pourrie en deux morceaux[35].
- Le plessis, la plesse, la vente, la fieffe : se rapportent aussi à cette période, la fieffe étant une vente avec rente, le plessis un enclos de haies.
- L'être (aux lièvres, au franc, au chevalier) : déformation du mot âtre, au de sens foyer, maison.
- L'être aux francs : proche du lieu d'établissement probable d'une colonie de Lètes francs, auxiliaires des légions romaines[36]. Les Francs sont attestés plus tardivement comme étant à la source de la poterie à Ger.
- La Gasnerie :  forme altérée de garnerie, d’origine germanique, du prénom ancien "Warinhari" (warin = protection + hari = armée)[37],[38].
- Le petit ruet : de ruet (ruisseau).
- Les Noës : sol humide.
- Le gué de la motte : anciennement un gué situé sur un accès important à la motte (le château) situé plus haut. L'actuelle route prend un chemin plus adapté aux véhicules et moins direct. Il ne subsiste qu'un sentier sur les cartes anciennes.
- La Bouverie, la Fieffe Bouvie : ferme d'élevage de bœufs.
- la Rouerie : rouage du lin ou du chanvre pour exploiter les fibres en tissage.
- La Bouchardiere : boucharder une pierre avec un marteau à boucharder pour aplanir une face.
- le Breil (breuil et breuillets) : petit bois enclos, du latin tardif « brogilus » d'origine gauloise.
- Rouge-Butte : à rapprocher de la présence importante de fer.
- La Clouterie, la Verrerie : autres activités à Ger. Les cloutiers sont nombreux.
- Le Moulin des Fanières : le foin.
- L'Ardilly : l'argile.
- Le Placitre : terrain vague où se tiennent des assemblées (l'ost au moment de la montre), des plaids (René Lepelley)[35]. En Bretagne, c'est le terrain enclos autour d'une chapelle, d'une église.

## Histoire
Le village faisait partie du comté de Mortain.

### La poterie de Ger
Si l’activité potière et « l’invention » du grès naissent, au début du XIVe siècle, au contact du gisement d’argile de la Goulande dans la vallée de l’Égrenne (La Haute-Chapelle, Saint-Gilles-des Marais et Saint-Georges-de-Rouelley), la paroisse de Ger voit cependant s’établir rapidement, dès la fin du Moyen Âge, la grande majorité des ateliers potiers de grès produisant de la poterie essentiellement utilitaire connue sous l'appellation poteries de Ger.
La nature de l'argile utilisée permet naturellement l'obtention d'une céramique grésée, c'est-à-dire présentant naturellement une surface vitrifiée imperméable. Elle est facilement reconnaissable à sa teinte foncée et à son aspect légèrement brillant. On la trouve encore de nos jours souvent dans les vieux buffets, rarement sous forme de bouteille mais plus souvent de tasses à calvados par 6, parfois encore accrochées à un tonnelet décoratif traduisant les gouts de l'époque (autres gisements et provenances ayant gardé la tradition plus tardivement, proches des villes et des grands axes).

#### Ger, paroisse d’accueil des ateliers potiers
Bien que ces ateliers se situent à quinze kilomètres du gisement d’argile grésante dont il faut transporter jusqu’à deux cent cinquante tonnes certaines années, ce territoire rural développe rapidement une « proto-industrie » très active et organisée, permettant à une population importante d’y vivre,.
Les conditions de vie expliquent cette implantation : Ger se situe sur les hautes terres bocagères des collines de Normandie. Le climat s’apparente ici plus à celui d’une moyenne montagne qu’au climat océanique présent aux alentours. À 300 mètres d’altitude, l’hiver, rigoureux, se prolonge assez tard et l’été bref reste frais.
Les terres hétérogènes et peu profondes ne suffisent pas à nourrir toute la population qui possède alors comme solution soit de migrer vers des lieux plus cléments, soit de rechercher d’autres activités que l’agriculture, en exploitant les ressources naturelles locales.
Mais la présence de la grande forêt de la Lande Pourrie, entourant le bourg et les villages de la paroisse de Ger, constitue probablement la raison principale de l’établissement des potiers sur ce territoire. La proximité de cette source d’énergie indispensable, facilement exploitable, économiquement rentable mais très volumineuse est privilégiée puisque les comtes de Mortain autorisent l’exploitation de la forêt et de son bois pour en tirer des redevances en argent mais aussi la surveillance de la forêt.
En 1636, on dénombre sur Ger, dix-neuf maîtres-potiers faisant travailler près de trois cents ouvriers. La période la plus faste est incontestablement la première moitié du XIXe siècle, où l’on aurait compté près de sept cents ouvriers travaillant dans vingt-et-une ateliers, en 1840. La renommée et la qualité de la poterie grésée de Ger la font adopter pour le commerce du beurre d'Isigny : elle est naturellement imperméable. Elle voyage ainsi en France et même outre-atlantique pour atteindre les épiceries fines. Le déclin se manifeste dès le milieu de ce siècle : quinze fabriques en 1870, sept en 1905, deux en 1908. Le dernier feu s’éteint en 1928.

#### Une confrérie et un règlement
Les potiers de la paroisse de Ger se structurent en confrérie dès le Moyen Âge, vraisemblablement au XIVe siècle. Cette communauté, désignée aussi sous le terme de flarie ou de frairie, constitue un groupe d’artisans dont le rôle est de gérer l’organisation et le fonctionnement de la profession.
Les majeurs, artisans élus qui la dirigent, coordonnent les activités professionnelles et les pratiques religieuses. Maîtres-potiers, épouses, compagnons, enfants représentant plusieurs centaines de personnes dépendent de cette communauté.

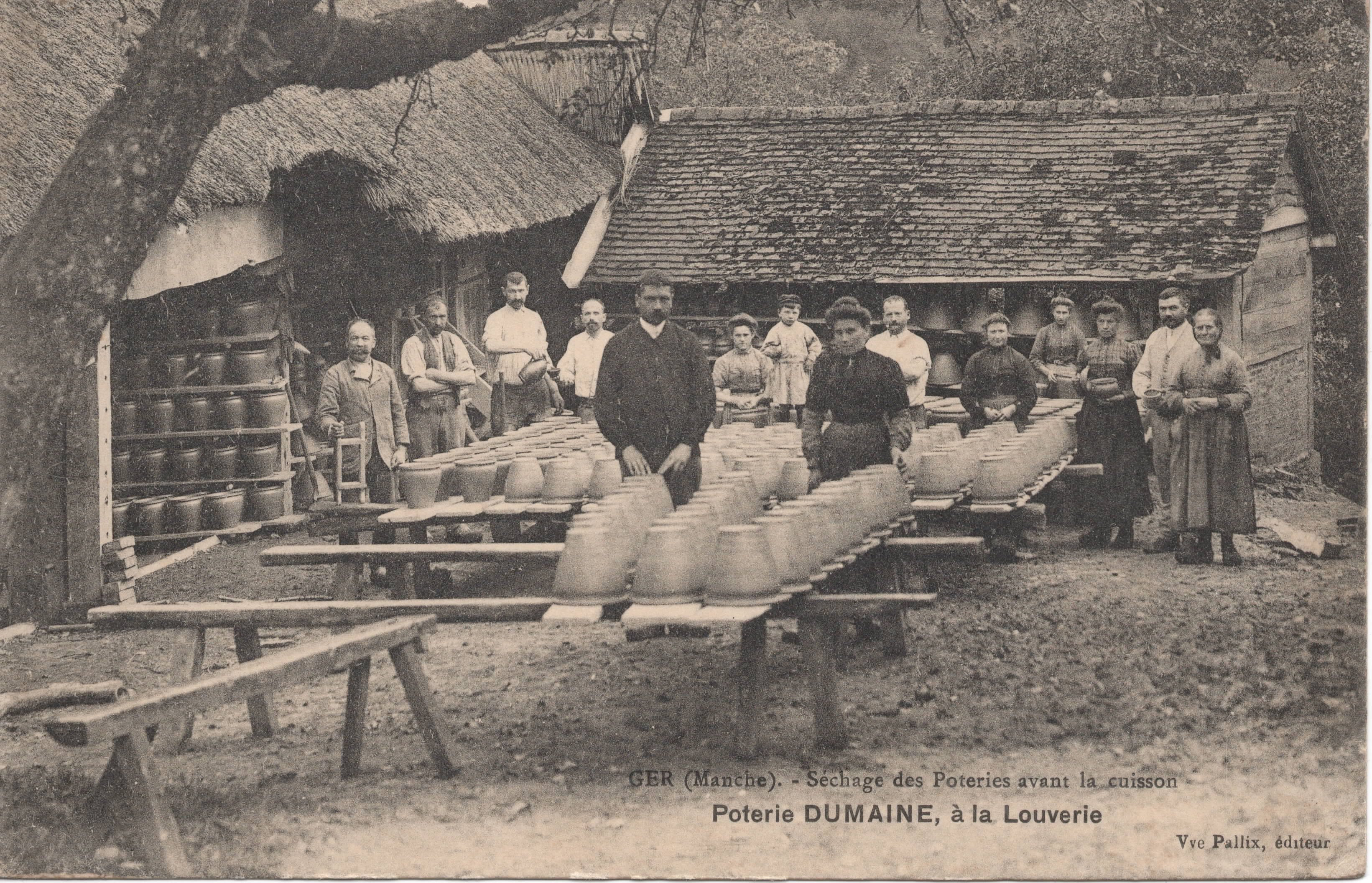
Un maître potier et ses ouvriers dans l'atelier de la Basse-Louverie à Ger. Début XXe siècle.

Un règlement professionnel, original car élaboré dans un contexte rural, structure la confrérie des potiers sur le plan technique, commercial, social et religieux : il traite des normes de fabrication, des règles commerciales, du fonctionnement de la confrérie et du recrutement de ses membres. Les considérations religieuses, réelles, (devoirs de charité, services funèbres) sont de moindre importance.

### Le haras du Breuil
Un haras royal, propriété du roi Philippe VI de Valois, était situé au Breuil à partir de 1338. L'effectif comprenait deux étalons et 25 juments poulinières.

### Les moulins
Quatre moulins à eau se situaient sur le territoire en 1812, apogée de Ger : 
- un moulin à huile, au Moulin Rouge : oeillette, colza, pavot noir ou même faînes comme à Lonlay l'Abbaye ;
- trois à grain, aux Fanières (un moulin à blé et un à sarrasin jusque 1945), un au Gué de la Motte ;
- un à couteaux (Vallée Brulée) ;
- un à papier (Gué Thibault)[43].

## Politique et administration
Le conseil municipal est composé de quinze membres dont le maire et deux adjoints.

## Démographie
L'évolution du nombre d'habitants est connue à travers les recensements de la population effectués dans la commune depuis 1793. Pour les communes de moins de 10 000 habitants, une enquête de recensement portant sur toute la population est réalisée tous les cinq ans, les populations de référence des années intermédiaires étant quant à elles estimées par interpolation ou extrapolation. Pour la commune, le premier recensement exhaustif entrant dans le cadre du nouveau dispositif a été réalisé en 2007.
En 2022, la commune comptait 818 habitants, en évolution de +0,49 % par rapport à 2016 (Manche : −0,31 %, France hors Mayotte : +2,11 %).
Ger a compté jusqu'à 2 820 habitants en 1836.
| 1793  | 1800  | 1806  | 1821  | 1831  | 1836  | 1841  | 1846  | 1851  |
| ----- | ----- | ----- | ----- | ----- | ----- | ----- | ----- | ----- |
| 2 514 | 2 646 | 2 796 | 2 732 | 2 612 | 2 820 | 2 685 | 2 665 | 2 624 |

| 1856  | 1861  | 1866  | 1872  | 1876  | 1881  | 1886  | 1891  | 1896  |
| ----- | ----- | ----- | ----- | ----- | ----- | ----- | ----- | ----- |
| 2 577 | 2 602 | 2 522 | 2 386 | 2 331 | 2 241 | 2 231 | 2 095 | 1 965 |

| 1901  | 1906  | 1911  | 1921  | 1926  | 1931  | 1936  | 1946  | 1954  |
| ----- | ----- | ----- | ----- | ----- | ----- | ----- | ----- | ----- |
| 1 910 | 1 822 | 1 716 | 1 474 | 1 463 | 1 449 | 1 370 | 1 390 | 1 335 |

| 1962  | 1968  | 1975  | 1982  | 1990  | 1999 | 2006 | 2007 | 2012 |
| ----- | ----- | ----- | ----- | ----- | ---- | ---- | ---- | ---- |
| 1 342 | 1 245 | 1 109 | 1 075 | 1 041 | 947  | 863  | 851  | 831  |

| 2017 | 2022 | - | - | - | - | - | - | - |
| ---- | ---- | - | - | - | - | - | - | - |
| 806  | 818  | - | - | - | - | - | - | - |

## Économie
Un parc éolien s'est élevé à la fin de l'année 2010. Exploité par la SNC Éoliennes Ger et d’une capacité de production de 8 MW, il est constitué de quatre éoliennes Enercon E82-E2 de 2 MW de puissance nominale chacune, d'une hauteur de moyeu de 98 mètres et d'un diamètre de rotor de 82 m, soit une hauteur totale de 139 m. Les quatre éoliennes sont érigées au lieu-dit le Télégraphe.

## Culture locale et patrimoine

### Lieux et monuments

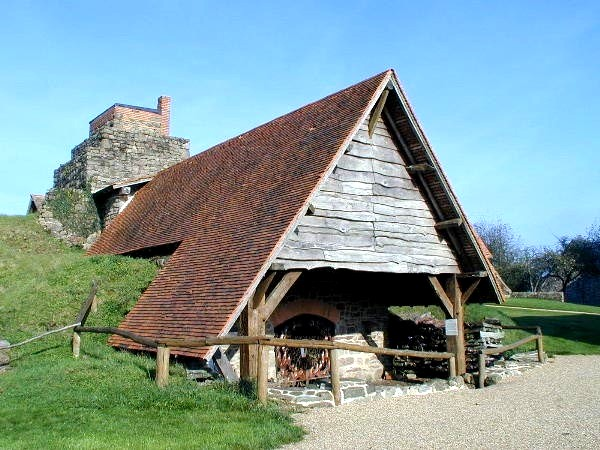
Un four mixte au musée de la céramique - centre de création.

#### Les fours mixtes de Ger
Si la production des potiers de Ger est principalement tournée vers les pots de grès, les ateliers fabriquent également de la poterie commune non grésée.
Les potiers de Ger inventent alors un four mixte, probablement mis au point au milieu du XVIIIe siècle : ces constructions massives (trente m3 de laboratoire) combinent le tunnel à tirage horizontal, pour la cuisson des grès à plus de 1 200 °C et deux chambres de cuisson superposées, à tirage vertical, pour celle des autres terres cuites non grésées cuites à 900 °C, tuiles, briques et pavés. À feu égal, chaque fournée permet ainsi de cuire cinq mètres cubes de pièces en plus !
Le four est mis en chauffe très progressivement afin d’éviter que n’éclate l’argile encore humide des pots. C’est le « petit feu ». Pour assurer cette maîtrise, les potiers n’ont que la possibilité de varier l’alimentation du foyer en bois et de réguler le tirage. Puis le potier effectue le « grand feu » pour atteindre dans le tunnel la très haute température de 1 280 °C.

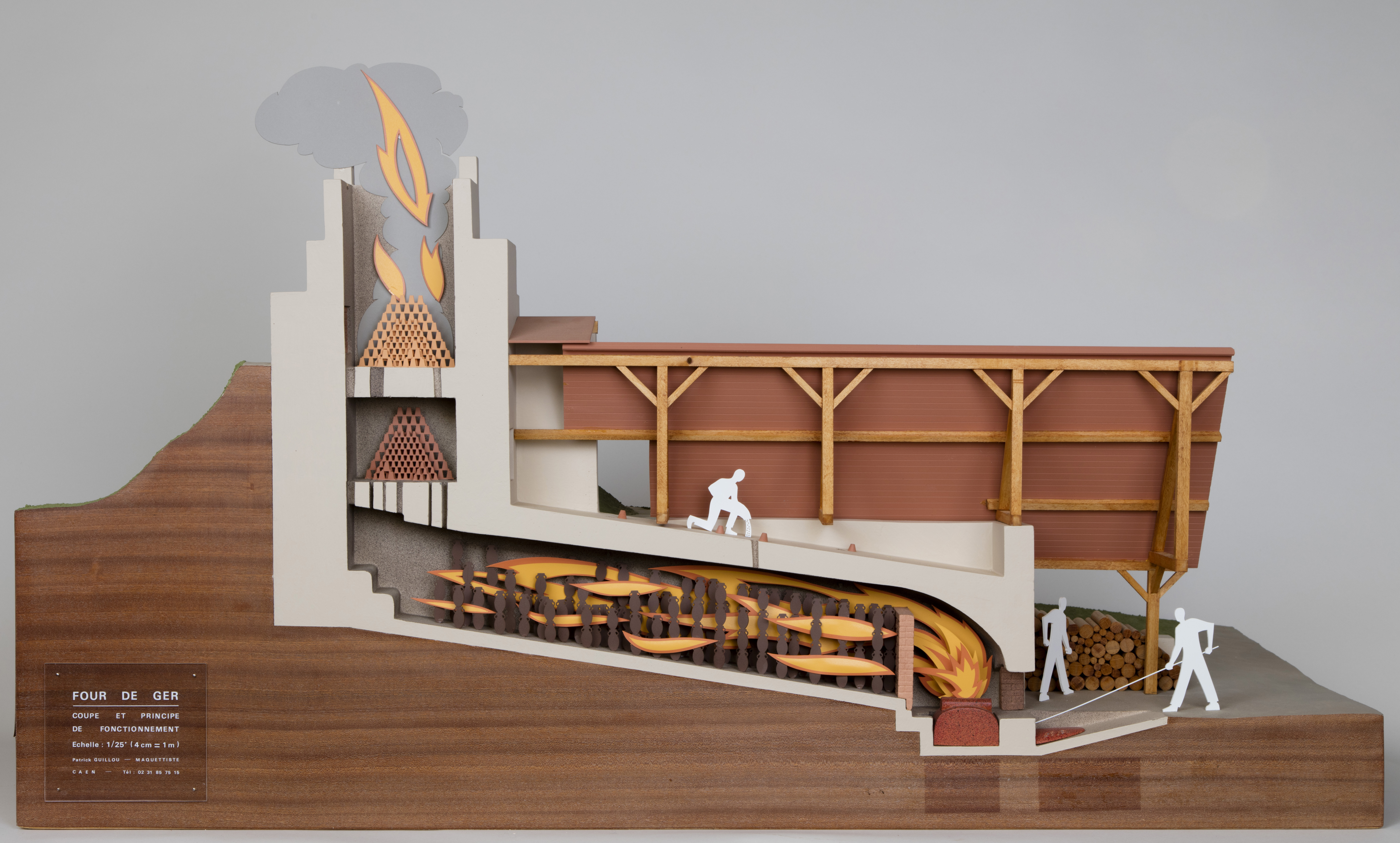
Maquette en écorché d'un four mixte du village potier du Placître à Ger.

C’est l’expérience du potier qui permet cette maîtrise très empirique, durant les quatre jours et quatre nuits de chauffe pendant lesquels sont consommés, à chaque fournée, plus de 50 stères de bois.
Dans le village du Placître — site actuel du musée de la céramique — la fouille archéologique des trois fours-tunnels implantés sur le site, réalisée par Philippe Bernouis, Bruno Fajal et François Fichet de Clairefontaine, puis la reconstitution du dernier four ayant fonctionné constituent le dernier témoignage de ces fours mixtes qui ne semblent pas avoir d’équivalent dans les autres centre potiers.

#### Le musée de la céramique - centre de création
Après dix années de recherches archéologiques, de constitution de collections de poteries et de restauration des bâtiments d’un village potier, un musée ouvre en 1997 à l’initiative du Conseil général de la Manche avec l’appui de l’association des amis de la poterie de Ger. Aujourd’hui le musée de la céramique, implanté dans le village du Placître, témoigne de six siècles de poteries de Ger du Mortainais et du Domfrontais.
Le musée constitue également un lieu de rencontre, de recherche et de formation pour les céramistes d’aujourd’hui. Tous les derniers week-ends d’août : soirée du feu et marché des potiers.

#### L'église Saint-Mathieu
L'église Saint-Mathieu a été conçue au début du XXe siècle (1923) par l'architecte gérois Lucien Vaugeois. Elle abrite des fonts baptismaux (XVIIe), seize vitraux (XXe) de Barillet. Le patronage de l'église était au prieuré du Plessis-Grimoult du droit de Philippe, roi de France.

#### Le manoir de la Croix de Terre
Bâti au XXe siècle, il est la possession de la famille Jourdain de Thieulloy.

#### La forêt de la Lande Pourrie
Cette section devrait être déplacée dans l'article Forêt de la Lande Pourrie.
Pour plus d’informations, se reporter en page de discussion. (juillet 2019)
Poussant sur des sols ingrat (d’où son nom), la forêt de la Lande Pourrie recouvrait une grande partie du Mortainais et du Domfrontais. Surexploité par les potiers pour le combustible, elle était constituée de taillis, de landes et de bruyères. Elle était traversée par les fournisseurs des potiers pour aller chercher la matière première dans les marais au sud du massif. Estimée à 40 000 ha au XIe siècle, atteignant la ville de Tinchebray, elle ne couvre plus que 3 400 ha en 1730 et 1 800 ha à la fin du XIXe siècle. Aujourd’hui, replantée et gérée, elle se cantonne sur les hauteurs et les crêtes gréseuses qui dominent le bas pays, en deux massifs distincts dont le principal au sud de Ger, en bande est-ouest depuis Domfront jusque Mortain, et le deuxième, nettement plus petit au nord de la commune.

#### Earthship
En 2008, il a été construit une maison earthship en pneus et verre recyclés comportant quatre pièces pour 120 m2 habitable sur un terrain de 1 300 m2. La construction de cette maison a nécessité 750 pneus usagés, 10 000 bouteilles de verre et 2 000 canettes en aluminium. L'énergie fournie était de 2 000 watts solaires et 400 watts éoliens. En septembre 2012, la maison était en vente pour le prix de 133 000 €.

#### Autres lieux et monuments
- Croix de l'ancien cimetière (1698).
- Presbytère (1933).
- Moulins du Gué-Thibault et des Fanières.

### Activité et manifestations

#### Sports
L'Association sportive géroise fait évoluer une équipe de football en division de district.

### Personnalités liées à la commune
- Guillaume Dumaine, potier de Ger (1751-1821), est employé à Quimper vers 1780 par Antoine de La Hubaudière, afin d'y développer la technique de cuisson du grès. Il y dirige la construction de deux fours couchés. Puis, avec un associé, il s'établit à Quimperlé en 1783, mais y fait faillite, à la suite du naufrage d'un navire plein de marchandises. De retour à Quimper, il s'embauche chez Éloury comme tourneur puis, à la faveur de la Révolution, crée une poterie de grès dans la maison de sa femme. À sa mort, son fils Guillaume (1789-1858) développe la poterie en y adjoignant un four à faïence. Ses descendants sont à l’origine de la création de la fabrique Henriot, un des grands noms de la faïence de Quimper[36].
- La famille Brulay, « fontainiers et maître potiers » réalisent, au cours de la deuxième moitié du XVIIe siècle, le réseau d’adduction d’eau potable de nombreuses villes bretonnes : Dol, Saint-Malo, Rennes, Belle-Île, Vannes.

### Héraldique
| Blason de Ger | Blason  | Écartelé : au 1er de gueules à deux léopards d'or armés et lampassés d'azur l'un au-dessus l'autre, au 2e d'or à un pommier arraché au naturel fruité de gueules, au 3e d'or à une poterie au naturel, l'anse à senestre ; au 4e de gueules à un sabot contourné d'or posé en bande et à un clou de sable brochant en barre. |
| Blason de Ger | Détails | Représente la production fruitière, les sabots, les clous et la manufacture de poteries du village. Les léopards d'or sur champ de gueules rappellent les armes de la Normandie Adopté en 2010. |